# Rue d'Estienne-d'Orves (Clamart)
Pour les articles homonymes, voir Rue d'Estienne-d'Orves.
La rue d'Estienne d'Orves est une voie de communication située à Clamart dans les Hauts-de-Seine.

## Situation et accès
Orientée du nord-ouest au sud-est, cette longue voie mesurait plus d'un kilomètre dans les années 1900. Elle commence son tracé au droit de la ligne de Paris-Montparnasse à Brest, puis rencontre notamment l'avenue Henri-Barbusse et la rue du Moulin-de-Pierre (autrefois une partie du chemin des Fosses d'Issy à Fleury) qui mène à la redoute du Moulin de Pierre, ancien moulin fortifié pendant la guerre de 1870. Elle marque ensuite le début de la rue du Trosy qui se dirige vers le cœur historique de la ville, avant de se terminer au droit de l'avenue Jean-Jaurès.

## Origine du nom

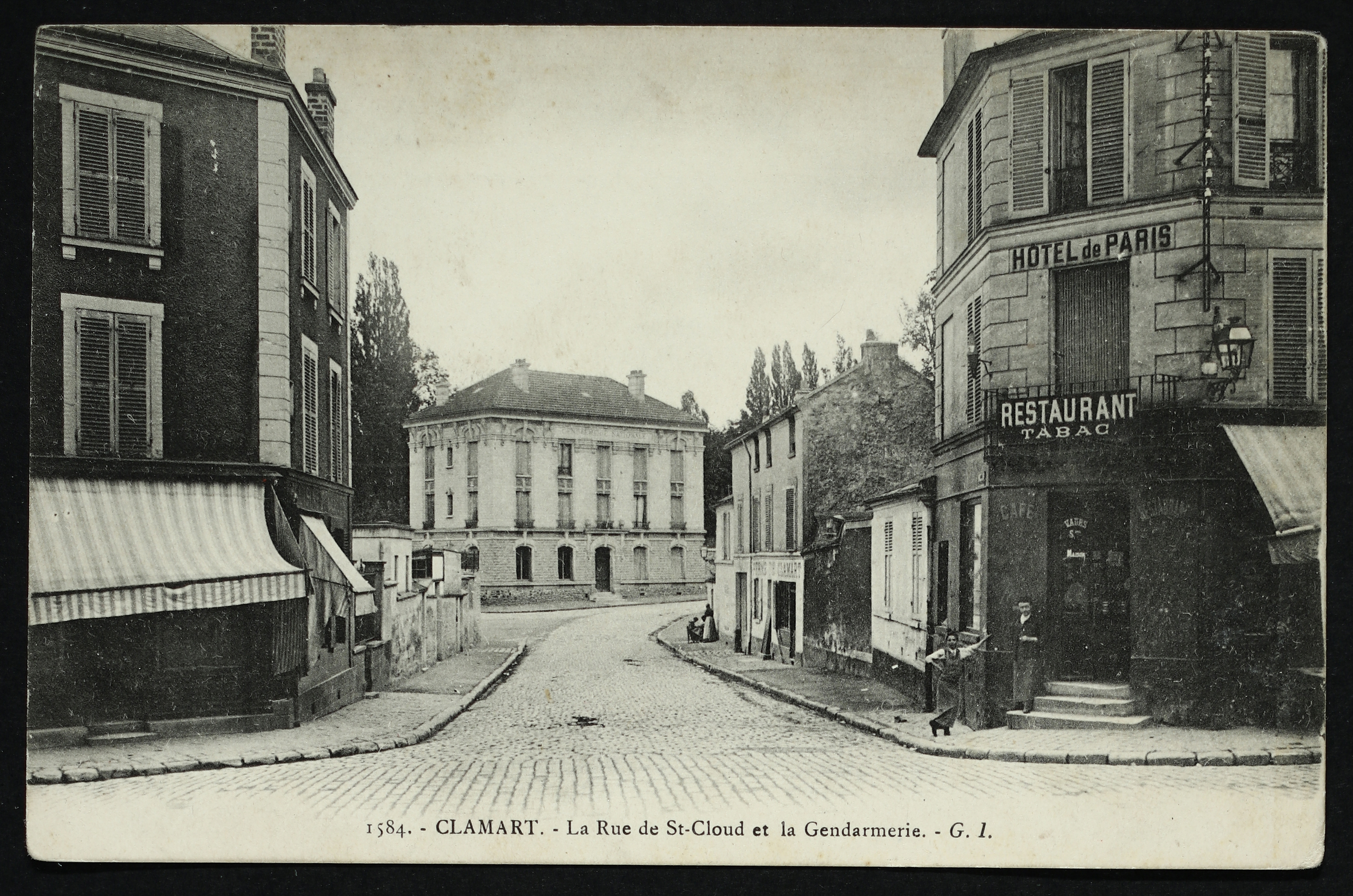
Carte postale: La rue de Saint-Cloud et la gendarmerie, vers 1900.

Avant-guerre, et depuis les années 1900 au plus tard, elle portait le nom de rue de Saint-Cloud, et l'ancien chemin de Saint-Cloud la prolongeait à Issy-les-Moulineaux, au nord de la voie ferrée. C'est après-guerre qu'elle fut renommée en hommage au résistant français Honoré d'Estienne d'Orves (1901-1941) fusillé au mont Valérien.

## Historique

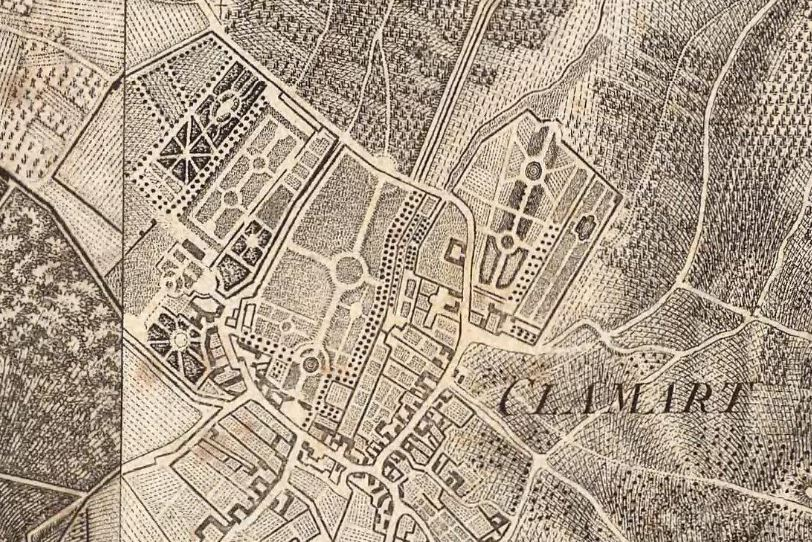
Le centre de Clamart sur la carte des Chasses du Roi, fin XVIIIe siècle.

Cette route visible sur la carte des Chasses du Roi, était bordée de propriétés dès la seconde moitié du XIXe siècle.
Le long de cette voie se trouvait une propriété appelée la Fontaine des Prés. Les actes de baptêmes et testaments conservés aux archives de Clamart  mentionnent le 5 avril 1534 un lieudit la Fontaine des Prés, près du sentier du Grand-Noyer.
Cette propriété appartint en 1720 à Jean Louis Quentin de Richebourg, marquis de Champcenetz. Elle fut ensuite acquise en 1748 par Philippe Cuisy (1691-1779), fermier général du Roi de 1744 à 1764. En 1796, elle fut achetée par le baron Charles Emmanuel Micoud d'Umons,, qui y reçut l'abbé Delille et Stendhal. Un pavillon dépendant de ce château passa ensuite aux mains d'Étienne Marquis, maire de la ville.

## Bâtiments remarquables et lieux de mémoire
- Théâtre des Rochers, à l'angle de la rue des Rochers.
- Elle a été représentée en 1877 par une toile d'Armand Guillaumin intitulée Rue de Saint-Cloud, à Clamart[7].